# Volata

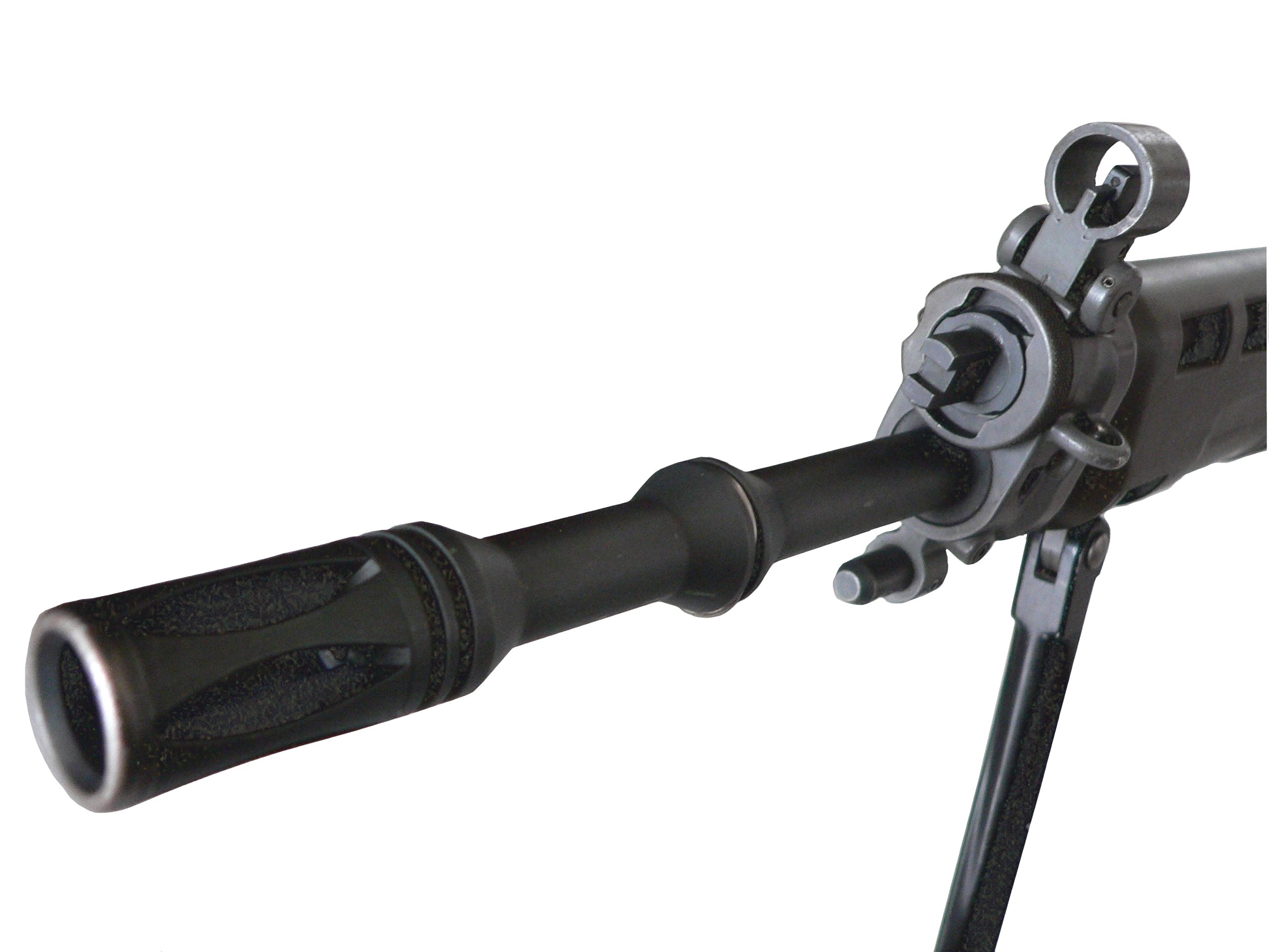
Volata di un fucile SIG 550. In evidenza il tromboncino spegnifiamma.

La volata di un'arma da fuoco è la parte finale della canna attraverso la quale esce il proiettile.
Riveste un ruolo importante ai fini della precisione di tiro, in quanto dalla volata in poi il proiettile è libero, quindi nessuna correzione ad un'eventuale traiettoria imprecisa è possibile.

## Descrizione
La volata è costituita da:
- bocca, apertura al termine della volata dalla quale fuoriesce il proiettile dopo lo sparo.
- vivo di volata,[1] estremità della volata, cioè la sezione estrema della canna dell'arma da fuoco che circonda la bocca. Quest'ultimo è un importante punto di riferimento per la definizione delle caratteristiche di un'arma. Infatti è il punto dal quale partono le misure di lunghezza ed è il luogo nel quale viene calcolata la velocità del proiettile sparato.

## Funzione

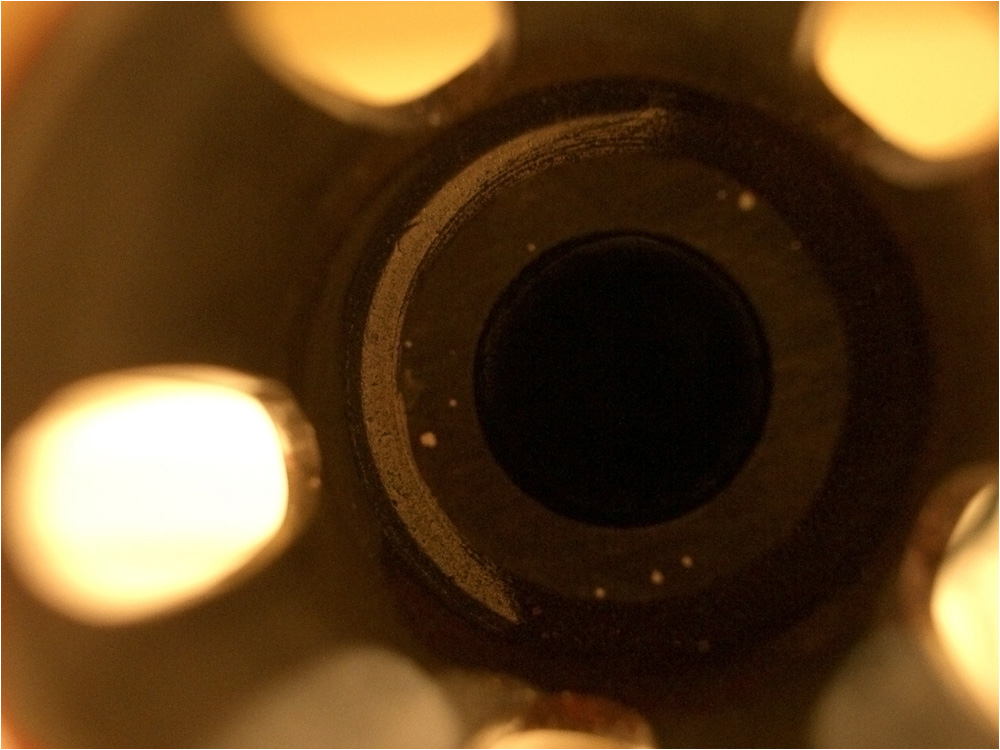
Bocca e vivo di volata di un fucile d'assalto M16A2

La volata e il vivo di volata devono essere rifiniti con precisione al fine di assicurare una fuoriuscita del proiettile più parallela possibile all'asse di mira, per far sì che i gas ancora presenti nella canna al momento dell'uscita del proiettile escano uniformemente.
Se i gas uscendo creano dei vortici, si viene a formare una pressione disomogenea sul fondo del proiettile appena uscito che causa una deviazione della traiettoria e compromette la precisione del tiro.

## Accorgimenti

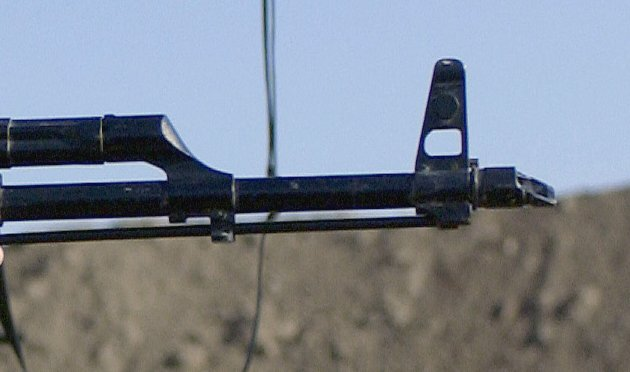
Volata del fucile d'assalto AKM. Si noti il freno di bocca obliquo a forma di "salame tagliato"

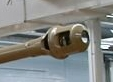
Freno di bocca del cannone da 88 del Panzer VI Tiger I

Le volate possono avere all'estremità:
- lo strozzatore variabile o choke. Utilizzato da alcuni fucili che sparano cartucce a pallini per regolare l'apertura della volata, determinando il diametro della rosata dei pallini.
- il parafiamma. Una corona applicata alla volata per proteggerla dagli urti e per facilitare l'espansione dei gas in fase d'uscita del proiettile.
- il tromboncino. Di varie fogge o tipi, utilizzato sui fucili per lanciare le granate o diminuire gli effetti indesiderati della vampa di bocca,[2] cioè la fiammata che si ha con lo sparo, generata dai gas incandescenti che fuoriescono dalla canna.
- il silenziatore. Dispositivo montato sulla volata principalmente per ridurre il suono generato dallo sparo.
- il freno di bocca. Sempre presente sui cannoni moderni, specie se di grosso calibro e sulle armi lunghe automatiche, assomiglia ad un parafiamma, ma in realtà presenta una forma o dei fori pensati per deviare opportunamente i gas provenienti dalla canna, utilizzando l'energia per diminuire il rinculo o diminuire la naturale tendenza delle armi automatiche a impennarsi durante il tiro a raffica. Si tratta di un'applicazione del principio delle turbine ad azione, ovvero la trasformazione di una deviazione di moto per creare una forza.